# Karađorđevo (okręg północnobacki)
Karađorđevo (cyr. Карађорђево) – wieś w Serbii, w Wojwodinie, w okręgu północnobackim, w gminie Bačka Topola. W 2011 roku liczyła 468 mieszkańców.